# برجر الأرز

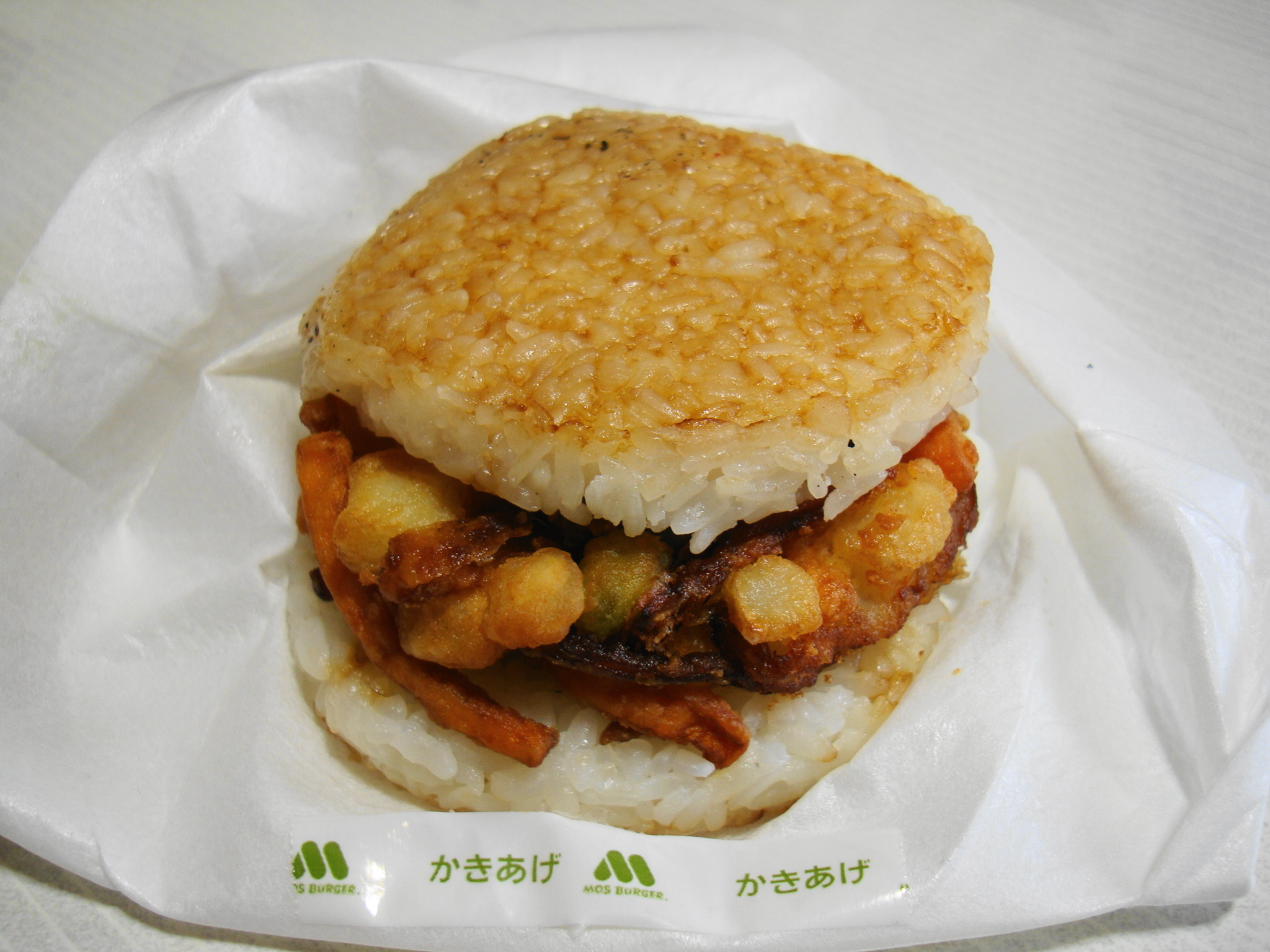
برجر موس برجر الأرز

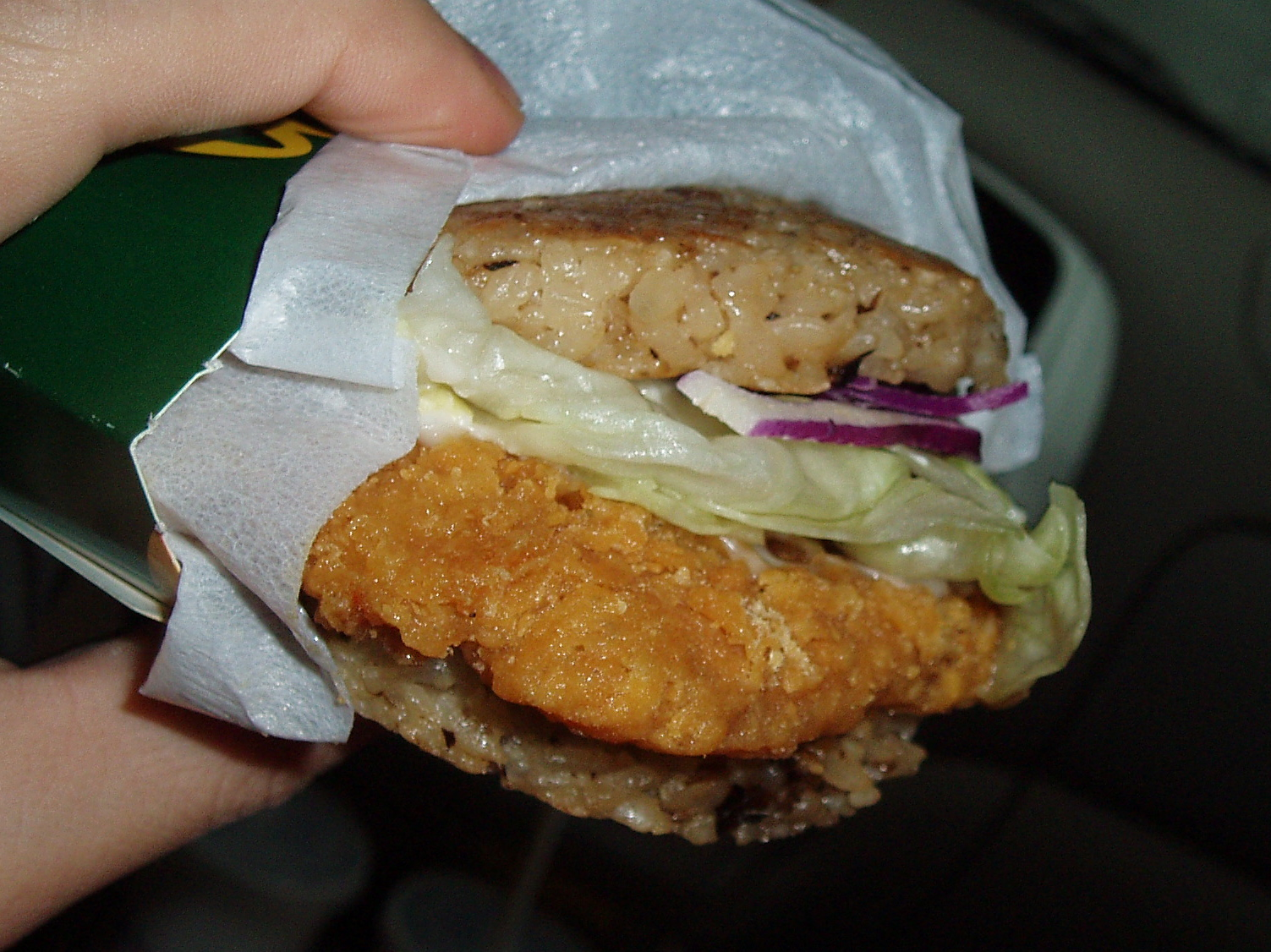
برجر الأرز و الدجاج

برجر الأرز والدجاج, يختلف برجر الأرز أو شطيرة الأرز عن البرجر التقليدي ويكون مضغوطاً بكعك الأرز بدلاً من خبز البرجر.
يقدم برجر موس مطعم المأكولات السريعة الصينيهة برجر الأرز في عام 1987 وأصبح صنفاً غذائياً مشهوراً في شرق آسيا.
قدم ماكدونالدز في بداية عام 2005 تقريباً برجر الأرز في بعض من المحلات الآسيوية مع نتيجة مختلفة.
في جنوب كوريا، يمتاز تيري بالعديد من برجر الأرز. برجر الأرز الكوري له نوعان الكيمتشي و التونا.

## اقرأ أيضاً
- نسخة محفوظة 11 أبريل 2013 at Archive.is

## روابط خارجية
- http://www.just-food.com/news/mcdonalds-launches-rice-burger_id86361.aspx